# Liar
Liar és una cançó de la banda de música rock anglesa Queen, inclosa en l'àlbum debut de la banda. Va ser composta pel cantant Freddie Mercury el 1970. Quan el seu nom encara era Farrokh Bomi Bulsara. Com ho confirma la transcripció d'EMI Music Publishing's Off The Record per a la cançó, aquest és l'únic tema de Queen, juntament amb Under Pressure (escrit en col·laboració amb David Bowie en 1981), que presenta un òrgan Hammond.
Durant les presentacions en viu, és una de les poques cançons on el baixista John Deacon realitza cors clarament. Això s'aprecia en la secció on la banda diu "all day long".
La cançó va ser llançada com a senzill en l'any 1973, amb la cançó Doing All Right com costat B només als Estats Units. La cançó va ser el segon senzill de l'àlbum Queen, i també el segon de la banda.